# 六角村
六角村（ろっかくむら）は、佐賀県杵島郡にあった村。現在の杵島郡白石町の一部にあたる。

## 地理
白石平野（佐賀平野）、六角川の南岸に位置していた。

## 歴史
- 1889年（明治22年）4月1日、町村制の施行により、杵島郡東郷村、今泉村、廿治村（一部、江越・吉村）、福吉村（一部、大戸・深通）が合併して村制施行し、六角村が発足[1][2]。旧村名を継承した東郷、今泉、廿治、福吉の4大字を編成[2]。
- 1906年（明治39年）武雄警察署秀津分署が中郷に移設し六角分署に改称[2]。1924年（大正13年）六角警察署となり、1940年（昭和15年）東郷に移転[2]。1948年（昭和23年）国家地方警察杵島地区警察署に改称[2]。1951年（昭和26年）同警察白石警察署に改称[3]。
- 1955年（昭和30年）7月20日、杵島郡白石町、六角村、須古村と合併し、白石町が存続して廃止された[1][2]。合併後、白石町大字東郷・今泉・廿治・福吉となる[2]。

## 交通

### 橋梁
- 六角橋[2]

## 産業
- 農業[3]

## 教育
- 1875年（明治8年）錦浦小学校開校[2]。1892年（明治25年）六角小学校に改称[2]。